# Rybník Žák (Újezd nad Lesy)
Rybník Žák je zaniklý rybník v Praze v katastrálním území Újezd nad Lesy na Horoušanském potoce poblíž zaniklé vsi Hol ve východní části Klánovického lesa.

## Historie
Název zaniklé vesnice Hol se udržel v názvu rybníka Hol, známého ze zápisu z roku 1586. K němu později přibyl druhý rybník jménem Žák; ten překryl zbytky staveb zaniklé vsi. Oba rybníky byly roce 1842 vypuštěny při výstavbě Severní státní dráhy z Prahy do Olomouce a Vídně a pozůstatky zaniklé vesnice se tak odhalily.

## Další informace
Místem vede značena červená turistická trasa  0008 z Úval k železniční zastávce Praha-Klánovice.